# Virola officinalis
Virola officinalis är en tvåhjärtbladig växtart som beskrevs av Otto Warburg. Virola officinalis ingår i släktet Virola och familjen Myristicaceae. Inga underarter finns listade i Catalogue of Life.